# Cyrtopogon kirilli
Cyrtopogon kirilli är en tvåvingeart som beskrevs av Pavel Lehr 1977. Cyrtopogon kirilli ingår i släktet Cyrtopogon och familjen rovflugor. Inga underarter finns listade i Catalogue of Life.